# Белогубая куфия
Белогубая куфия (лат. Trimeresurus albolabris) — ядовитая змея подсемейства ямкоголовых семейства гадюковых.

## Описание
Общая длина тела самцов составляет 600 мм (из них хвост до 120 мм), самок — 810 (хвост — 130 мм).
Окраска: спина и верхняя часть головы зелёные. Цвет головы ниже глаз желтый, белый или бледно-зеленый. Брюхо зелёное, желтоватое или белое. У самцов имеет светлая вентролатеральная полоса. Кончик хвоста светло-коричневый.

## Ареал
Вид достаточно широко распространён в Южной и Юго-Восточной Азии — от Индии до Китая на севере и островов Индонезии на юге.

## Образ жизни
Данный вид характеризуется ночным образом жизни. Змеи обитают преимущественно на деревьях и кустарниках, спускаются на землю только в брачный период или после сильных дождей.